# Acrossocheilus iridescens
Acrossocheilus iridescens är en fiskart som först beskrevs av Nichols och Pope 1927.  Acrossocheilus iridescens ingår i släktet Acrossocheilus och familjen karpfiskar. IUCN kategoriserar arten globalt som otillräckligt studerad. Inga underarter finns listade i Catalogue of Life.